# Хоробрів (Тернопільський район)
Хоро́брів — село в Україні, у Зборівській міській громаді Тернопільського району Тернопільської області. Розташоване на півночі району. До 2016 підпорядковане Августівській сільській раді. 
Населення становить 155 осіб (2007).
Станом на лютий 2023 року проживає 105 осіб.

## Історія
Перша писемна згадка — 1503.
1944 Хоробрів спалили загін НКДБ і польські шовіністи.
12 червня 2020 року, відповідно до розпорядження Кабінету Міністрів України № 724-р «Про визначення адміністративних центрів та затвердження територій територіальних громад Тернопільської області» увійшло до складу Зборівської міської громади.
19 липня 2020 року, в результаті адміністративно-територіальної реформи та ліквідації Козівського району, село увійшло до складу Тернопільського району.

## Населення
Населення села в минулому:
| Рік  | Число осіб | Українців греко-католиків | Поляків римо-католиків | Польських колоністів | Євреїв |
| ---- | ---------- | ------------------------- | ---------------------- | -------------------- | ------ |
| 1900 | 274        | 213                       | 45                     | 0                    | 16     |
| 1939 | 491        | 356                       | 62                     | 73                   | 9      |

У 1939 році в селі проживав 491 житель, з них 356 українців (72,5%), 135 поляків (27,5%) і 9 євреїв. Під час Другої світової війни сліди кількох євреїв зникли, а поляки в обов’язковому порядку покинули село після 1945 року.
Місцева говірка належить до наддністрянського говору південно-західного наріччя української мови.

## Пам'ятки
Є церква святого Івана Хрестителя (1996, мурована), церква святого Василія Великого (1997).

## Економіка
Сільськогосподарський обслуговуючий кооператив «Файна поляна», що спеціалізується на вирощуванні малини (керівник Вега В. І.).

## Відомі люди

### Народилися
- Тадеуш Бур-Коморовський (на псевдо Бур; пол. Tadeusz Komorowski (Bór)); 1895 — 1966) — польський військовик, генерал, під час другої світової війни керував Армією крайовою та підлеглими (БХ (батальйонами хлопскими).

## Галерея

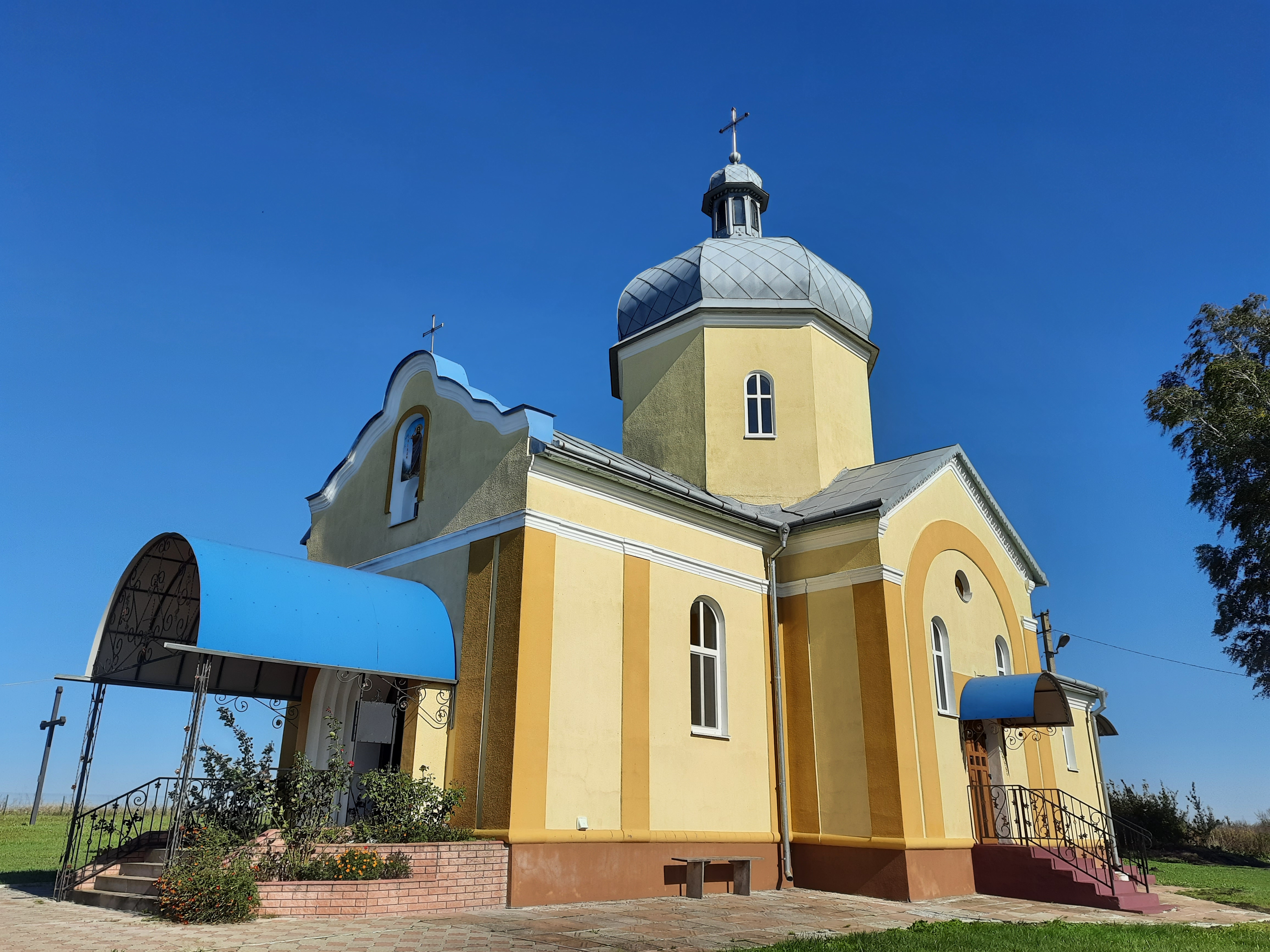
Церква Святого Василія Великого
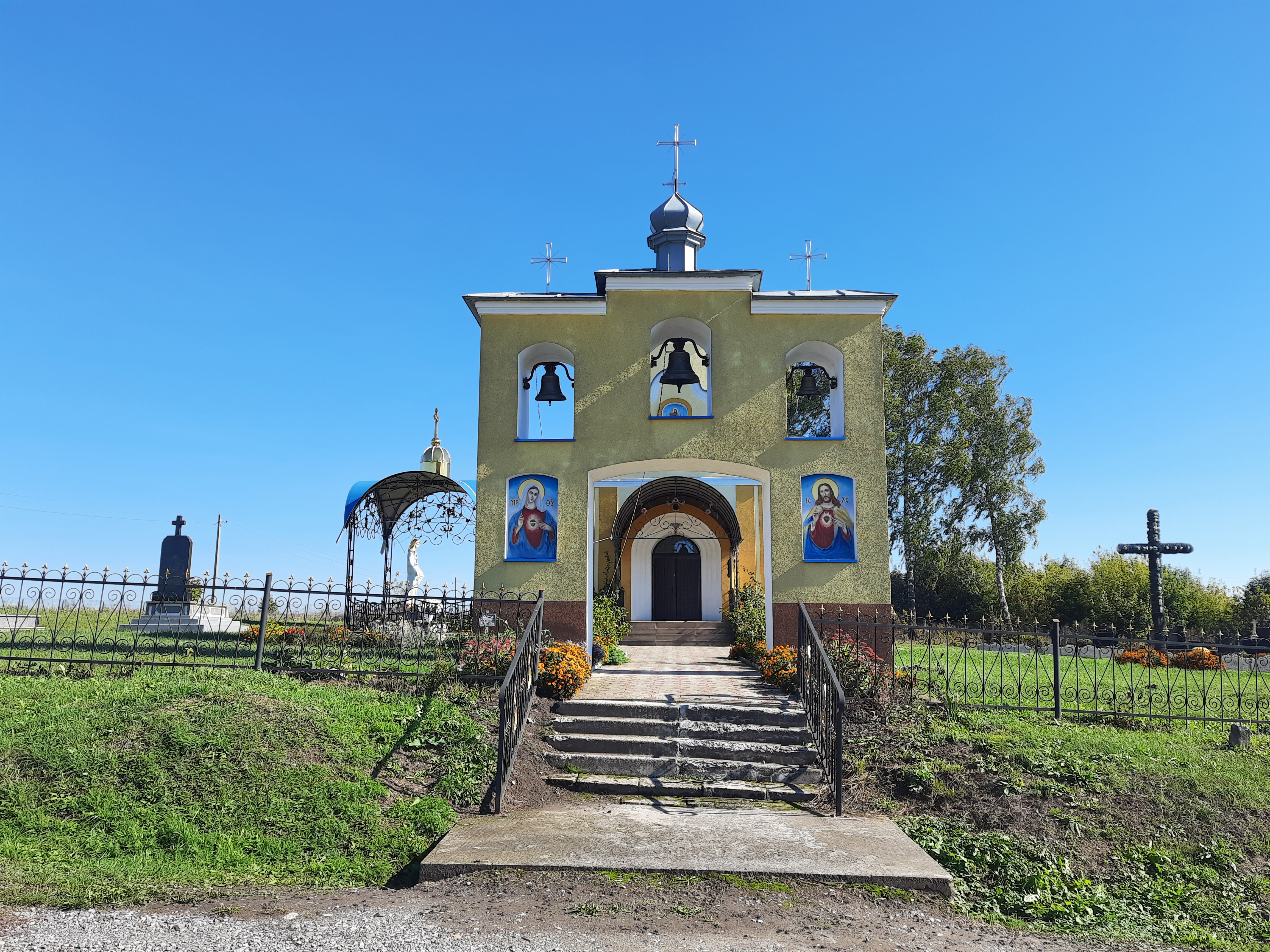
Дзвіниця церкви Святого Василія Великого
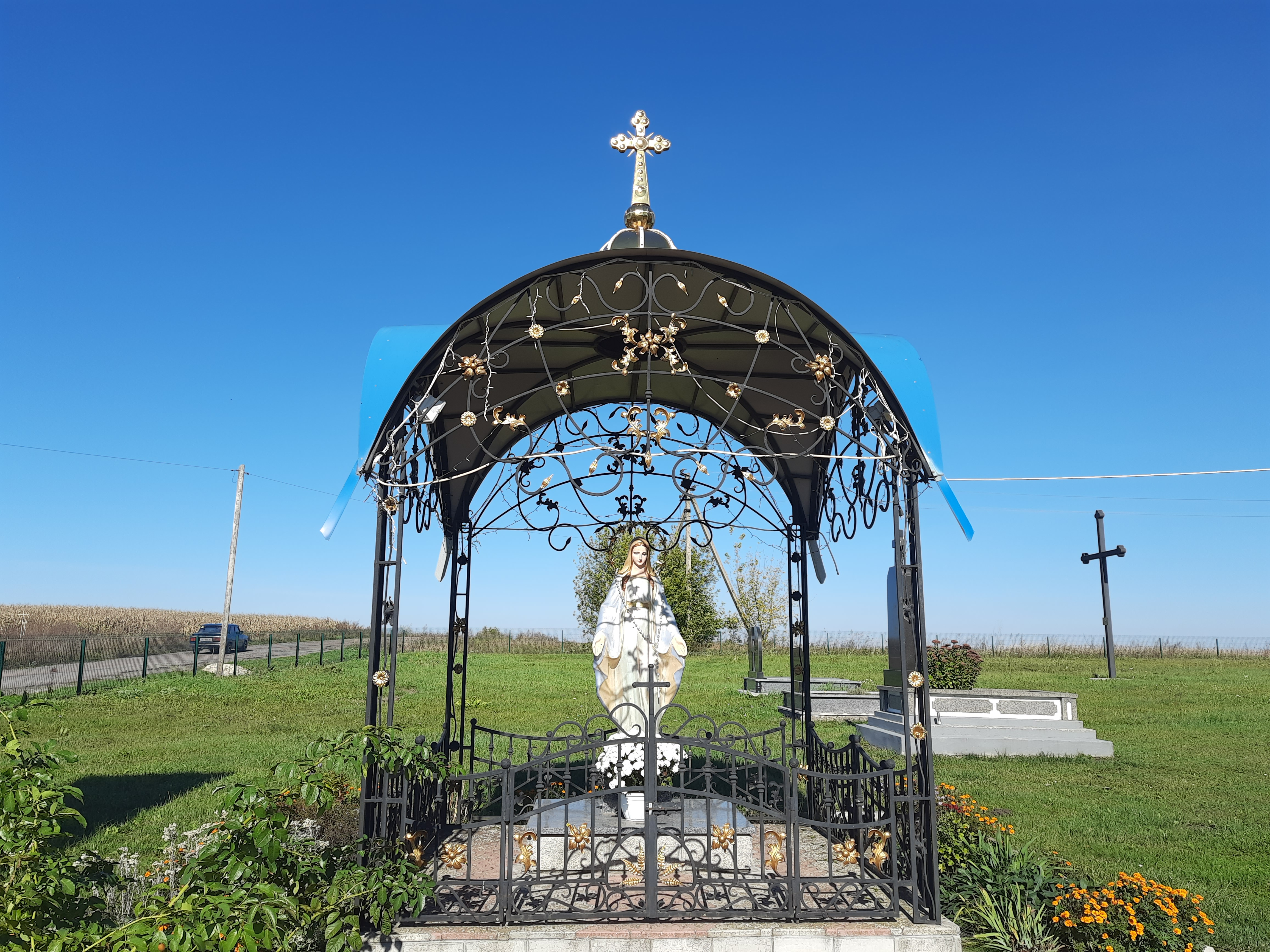
Статуя Божої Матері
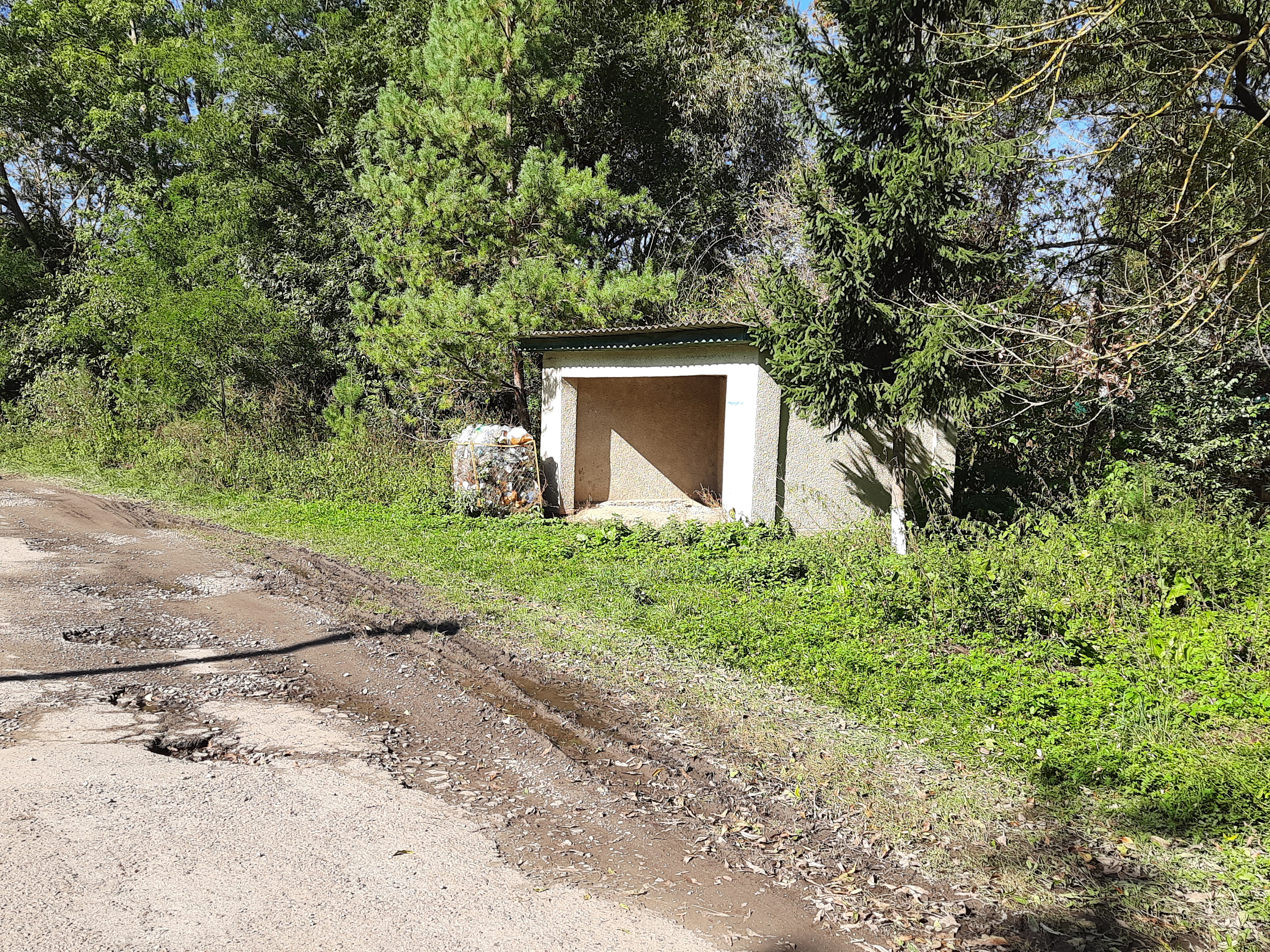
Автобусна зупинка біля села
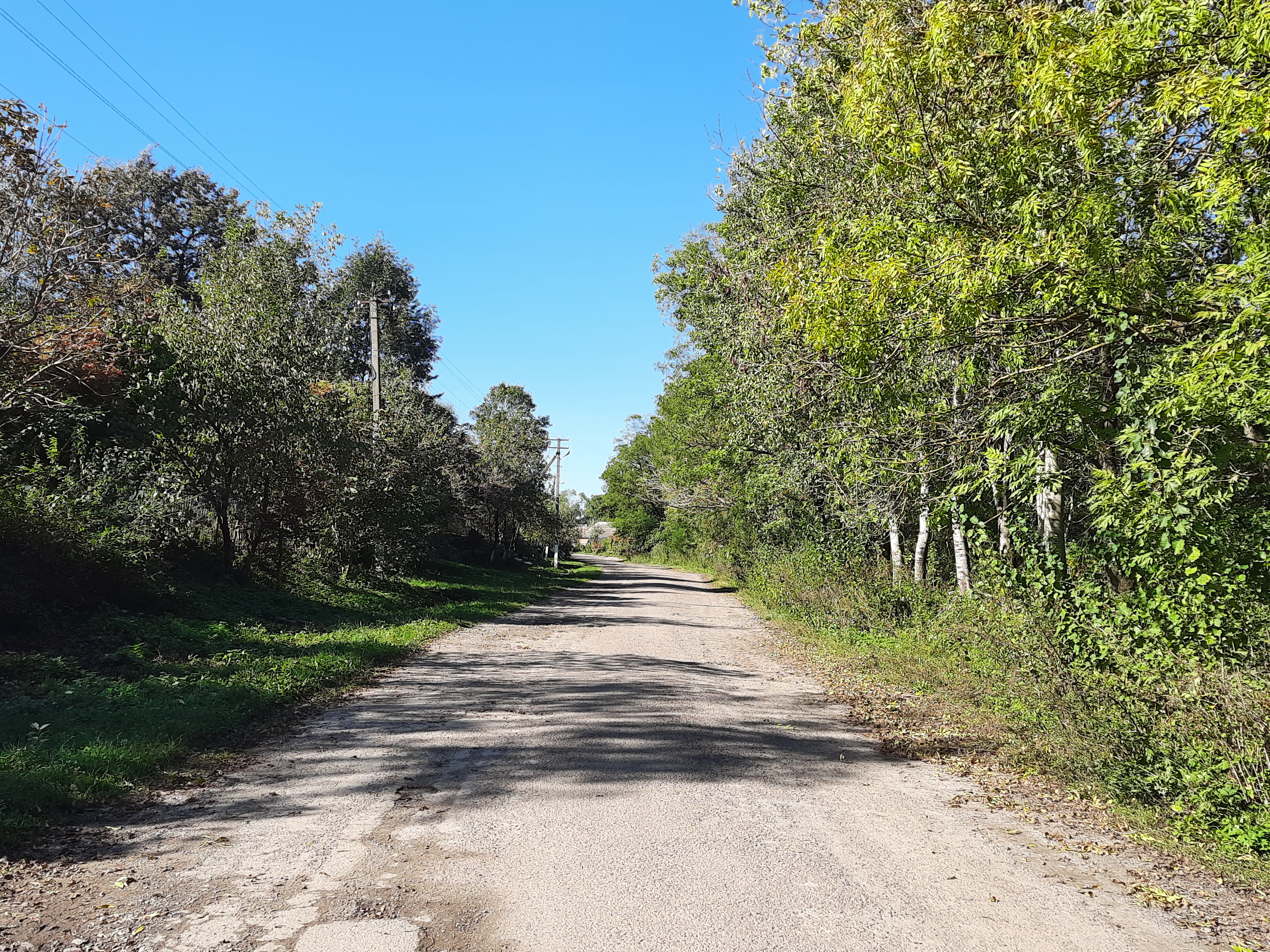
Околиця села